# Mount Pleasant Motor Company
Mount Pleasant Motor Company war ein US-amerikanischer Hersteller von Automobilen.

## Unternehmensgeschichte
Louis J. Lampke stammte aus New Jersey. Er entwickelte ein Automobil. An der Ostküste der Vereinigten Staaten fand er nicht genügend Geldgeber. Er wechselte nach Mount Pleasant in Michigan. Dort gründete er 1915 mit einigen Geschäftsleuten das Unternehmen. Das Stammkapital betrug niedrige 5000 US-Dollar. Der Prototyp wurde noch Mount Pleasant genannt. Im gleichen Jahr begann die Serienproduktion von Automobilen. Der Markenname lautete MPM. Dieses Kürzel wurde gewählt, nachdem das Unternehmen einen 5-Dollar-Preis für einen kurzen und eingängigen Namen auslobte. Es stellte eine Kurzform für Mount Pleasant Michigan dar. Bis zum Ende des Frühjahrs waren zehn Fahrzeuge fertiggestellt und verkauft. Dann ging das Geld aus. Lampke fragte nach einer Erhöhung um 10.000 Dollar. Das wurde abgelehnt. Pläne für einen Umzug nach Saginaw konnten nicht mehr umgesetzt werden. Die Produktion endete. Es blieb bei den zehn Fahrzeugen.
Lampke gründete daraufhin die Saginaw Motor Car Company in Saginaw.

## Fahrzeuge
Das kleinere Modell hatte einen Vierzylindermotor. Das Fahrgestell hatte 284 cm Radstand. Der Aufbau war ein Roadster mit drei Sitzen. Der Neupreis betrug 1085 Dollar.
Daneben gab es ein Modell mit einem V8-Motor. Er war mit 44 PS angegeben. Der Radstand war mit einem Zoll (2,54 cm) geringfügig länger. Der offene Tourenwagen bot Platz für fünf Personen. Der Preis betrug 1095 Dollar, war also kaum teurer als das andere Modell.

## Modellübersicht
| Jahr | Modell | Zylinder | Leistung (PS) | Radstand (cm) | Aufbau               |
| ---- | ------ | -------- | ------------- | ------------- | -------------------- |
| 1915 | Four   | 4        |               | 284           | Roadster 3-sitzig    |
| 1915 | Eight  | 8        | 44            | 287           | Tourenwagen 5-sitzig |